# Lureuil
Lureuil és un municipi francès, situat a la regió del Centre - Vall del Loira, al departament de l'Indre. El 2021 tenia 268 habitants.